# Benkadi Founia
Ne doit pas être confondu avec Benkadi.
Benkadi Founia est une commune rurale malienne de l'arrondissement central de Kita, dans le cercle de Kita et la région de Kita. Elle a pour chef-lieu la localité de Founia Moribougou.

## Villages
La commune s'étend sur 13 localités relevées lors du recensement général de 2009. 
Les villages les plus peuplés sont :
- Founia Moriba (1 305 habitants) ;
- Kodofara (1 142 habitants) ;
- Boubouya (1 015 habitants).

## Lien
- Plan de sécurité alimentaire commune rurale de Benkadi Founia 2007 2011, USAID.